# Großer Preis von Frankreich 1908

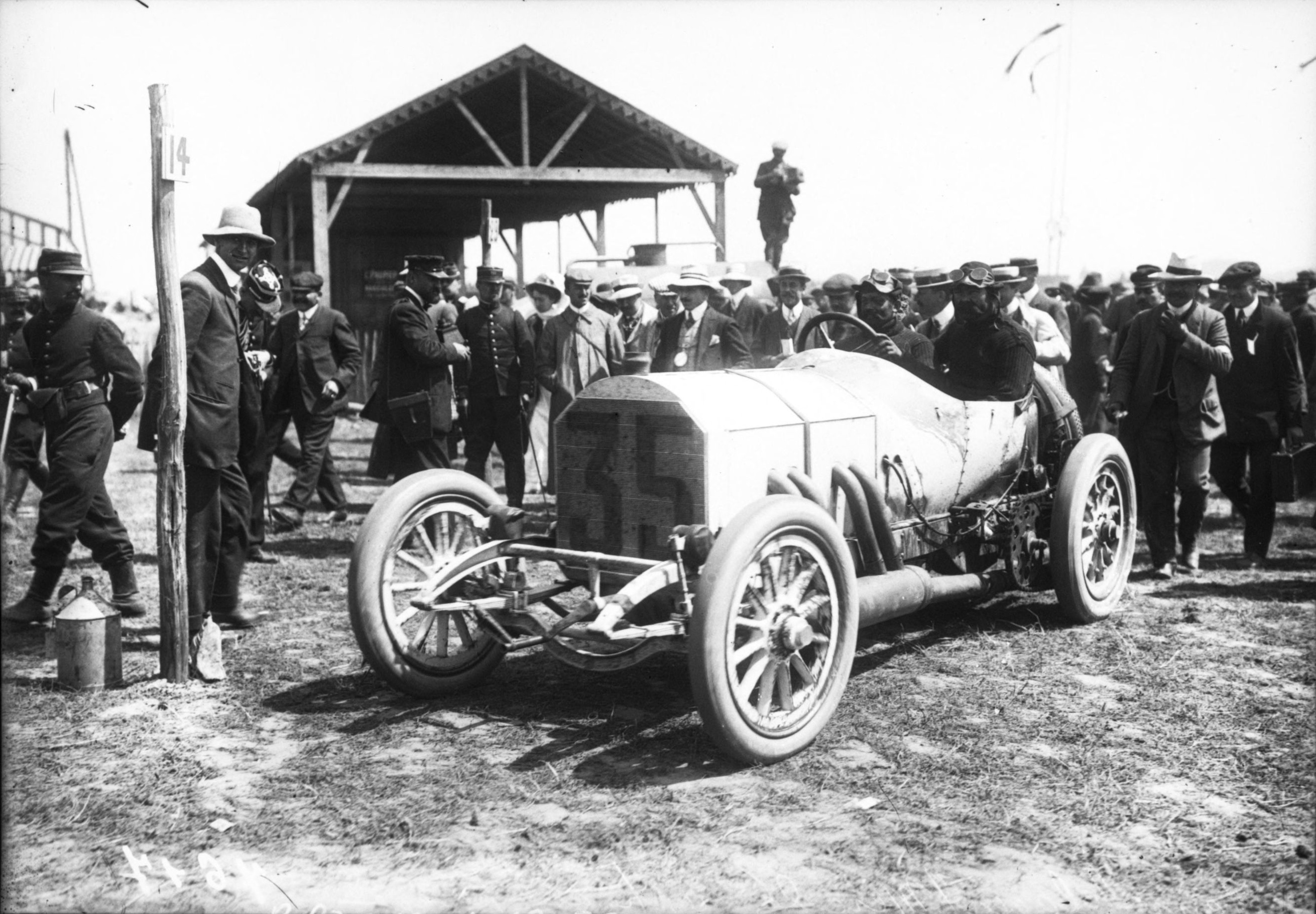
Rennsieger Christian Lautenschlager im mächtigen Mercedes 140 PS

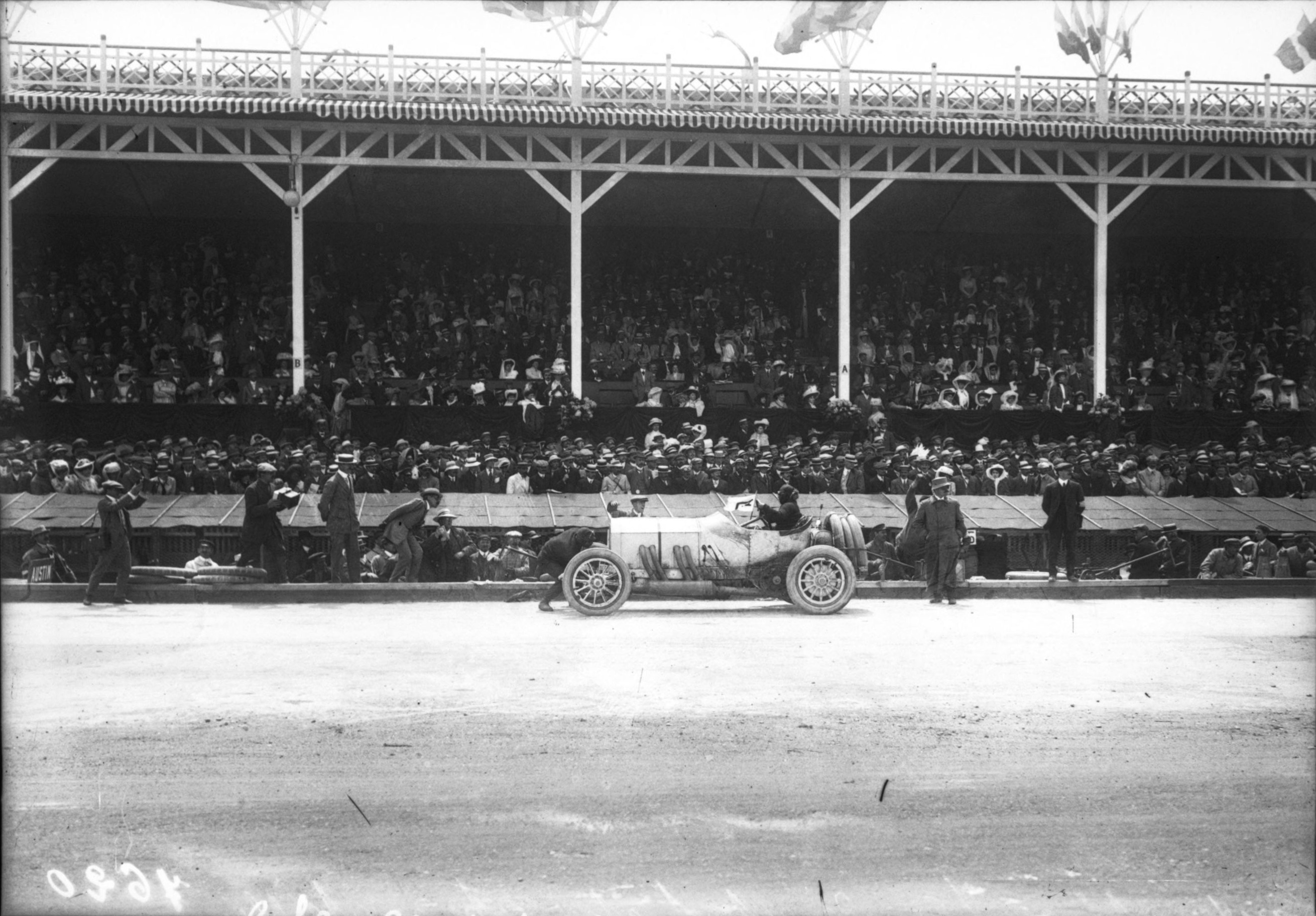
Christian Lautenschlager beim Tankstopp knapp vor Rennschluss

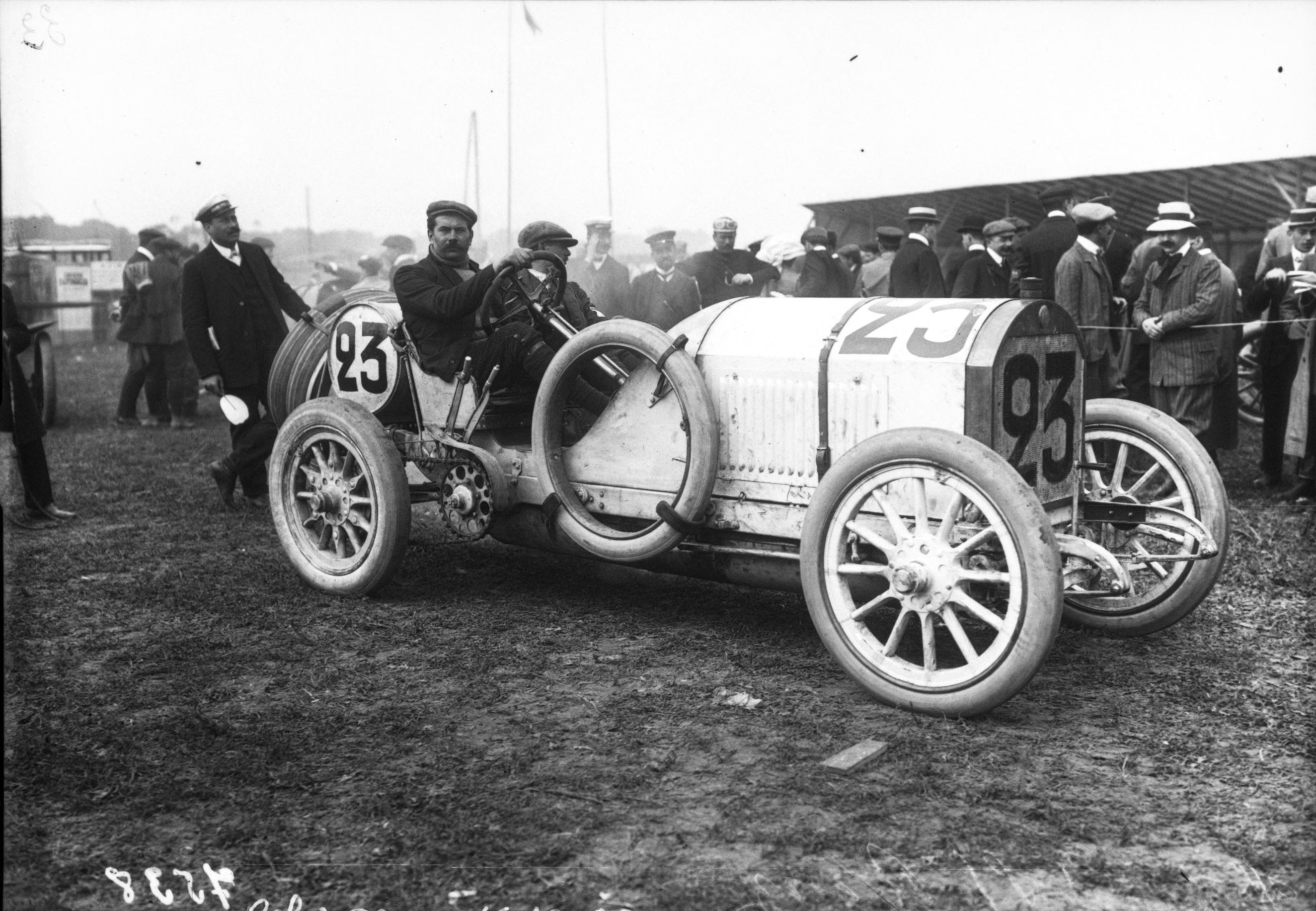
Der drittplatzierte René Hanriot im Benz 150 PS

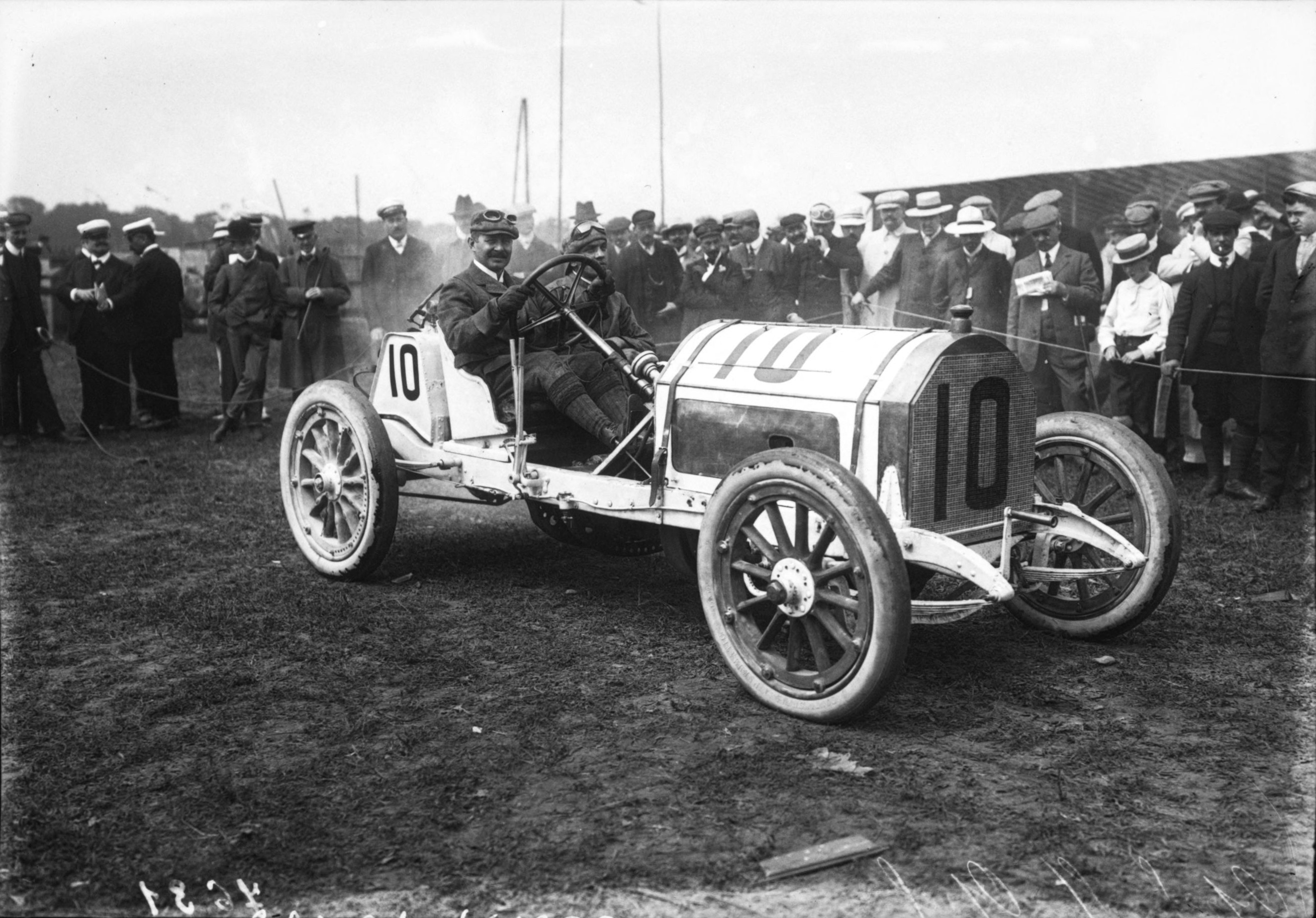
Fritz von Opel in seinem Eigenbau

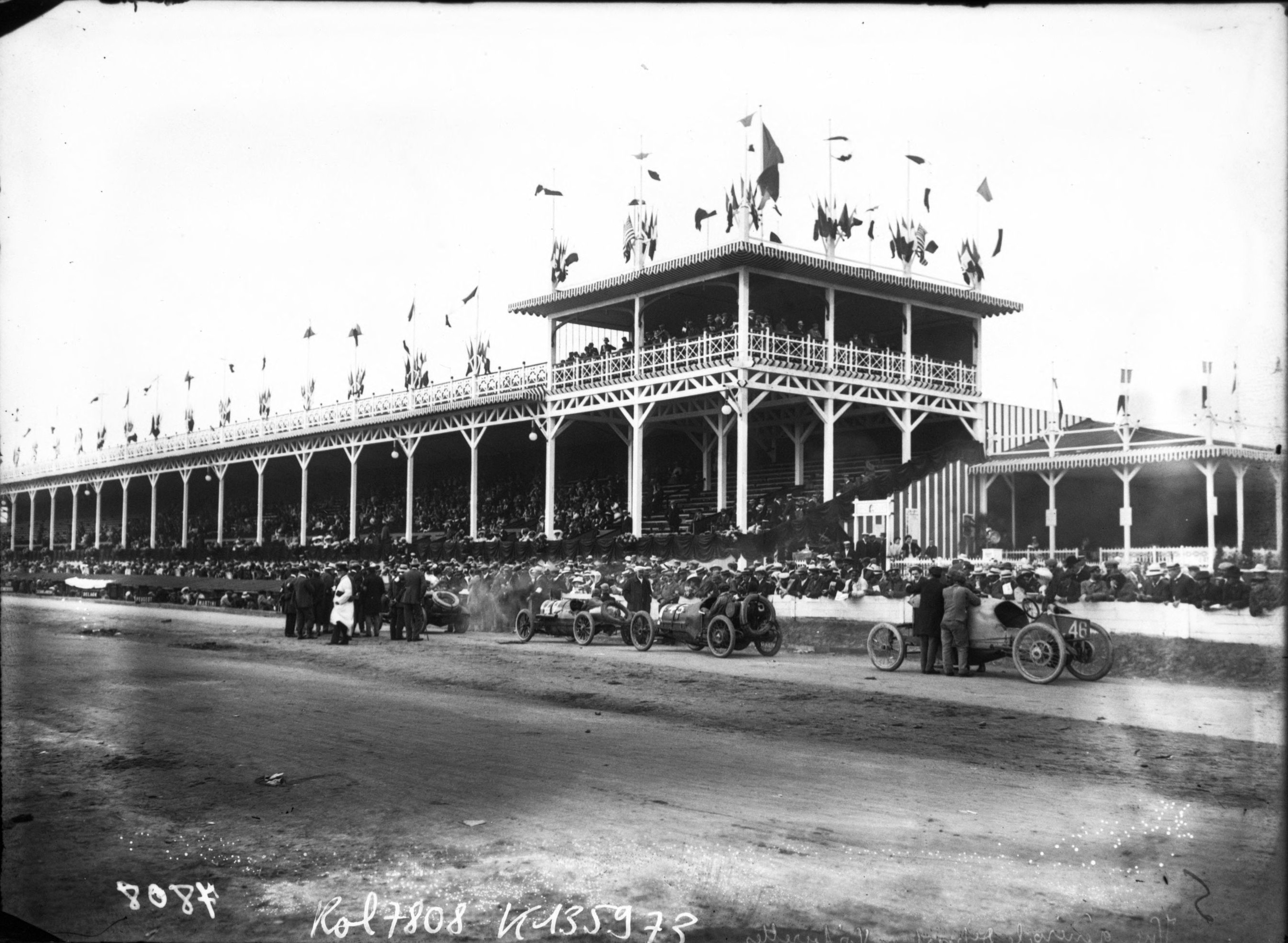
Aufstellung der Fahrzeuge zum Rennstart

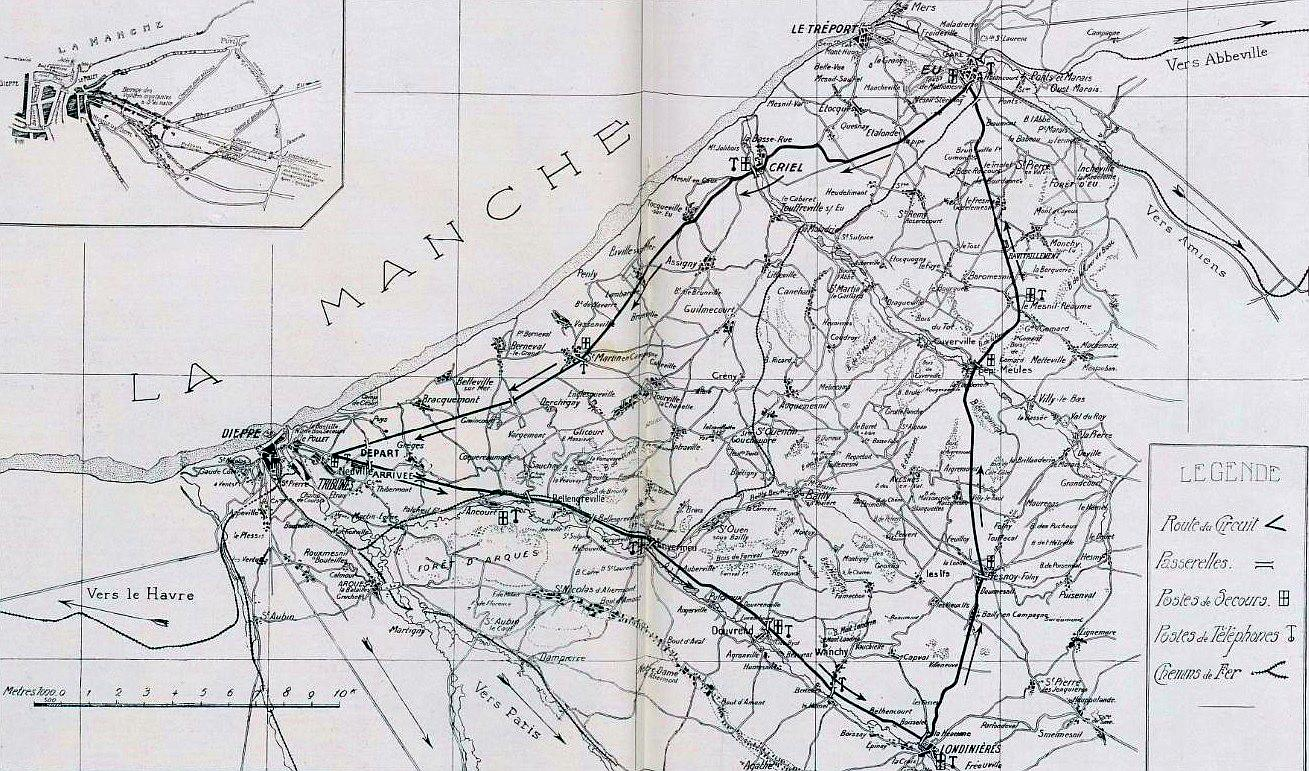
Der Streckenverlauf

Der dritte – nach heutiger Zählweise XI. Große Preis von Frankreich (XI Grand Prix de l’Automobile Club de France) fand am 7. Juli 1908 auf dem Circuit de Dieppe statt. Das Rennen wurde gemäß der sogenannten Oostender Formel (Begrenzung der Zylinderbohrung auf 155 mm bei Vierzylindern, 123 mm bei Sechszylindern, Mindestgewicht 1100 kg, Maximalbreite 175 cm) über 10 Runden à 76,989 km ausgetragen, was einer Gesamtdistanz von 769,889 km entsprach.
Sieger wurde Christian Lautenschlager auf Mercedes.

## Rennen
Trotz des für die Franzosen am Ende enttäuschenden Ausgangs war der Grand Prix von 1907 als Veranstaltung ein Erfolg gewesen. Das Teilnehmerfeld war eine attraktive Mischung, das Rennen spannend und Dieppe als Austragungsort eine geeignete Kulisse, so dass für 1908 die besten Aussichten bestanden. Mit dem am Vortag des Hauptrennens ausgetragenen Grand Prix des Voiturettes als Rahmenprogramm wurde die Veranstaltung sogar noch weiter aufgewertet. Damit bekam diese unterhalb der „großen“ Rennwagen angesiedelte Kategorie „leichter“ Wagen, deren Rennen sich seit 1906 wachsender Popularität erfreuten, jetzt auch „echten“ Grand-Prix-Status. Mit Vertretern der drei dominierenden Marken dieser Klasse, Albert Guyot auf Delage vor Louis Naudin auf Sizaire-Naudin und Jules Goux im Lion-Peugeot, war auch das Ergebnis am Ende standesgemäß.
Aber auch für das Hauptrennen, den eigentlichen Grand Prix de l’ACF, konnte die Teilnehmerzahl sogar noch einmal deutlich gesteigert werden. Dabei blieb die Beteiligung aus Frankreich mit 23 Wagen von acht Herstellern weitgehend konstant, diese sahen sich nun aber erstmals einer leichten Übermacht von 26 Vertretern von insgesamt neun Marken aus fünf Nationen gegenüber. Vor allem aus Deutschland war die Teilnehmerzahl von drei auf neun geradezu explodiert; neben Mercedes schickten nun mit Benz und Opel auch die beiden anderen Traditionsmarken vollständige Drei-Wagen-Teams ins Rennen. Auch Italien und Großbritannien waren jetzt mit jeweils zwei Herstellern (Fiat und Itala sowie Weigel und Austin) vertreten, dazu wie im Vorjahr erneut drei Wagen des belgischen Fabrikats Germain Einzig aus der Schweiz war dieses Mal kein Wagen gemeldet worden und auch aus den Vereinigten Staaten, wo die Wagen für den Vanderbilt-Cup nach einer anderen Rennformel gebaut wurden, wurde mit dem Thomas nur ein einziger abgewandelter Tourenwagen ins Rennen geschickt.
Zu dieser internationalen Ausweitung hatte sicherlich auch der Umstand beigetragen, dass zum ersten Mal eine neue Rennformel nicht vom ACF alleine, sondern auf einem gemeinsamen Kongress der Delegierten aller nationalen Automobilclubs im belgischen Ostende verabschiedet wurde. Diese somit erste wirklich internationale und nach ihrem Entstehungsort auch als Ostende-Formel bezeichnete Grand-Prix-Formel sah eine Begrenzung der Zylinderbohrung auf 155 mm (für Wagen mit Vierzylindermotoren; für Sechszylinder galt analog eine Grenze von 127 mm, um die gleiche Kolbenfläche zu erhalten) in Verbindung mit einem Mindestgewicht von 1100 kg und einer maximal zulässigen Wagenbreite von 175 cm vor. In einer weiteren Bestimmung war außerdem ein horizontaler Verlauf der Auspuffrohre geregelt, um die Staubaufwirbelung zu begrenzen. Damit hatte man sich von der 1907 gescheiterten Idee einer Verbrauchsformel nach nur einem Jahr wieder verabschiedet und war stattdessen zu einer Vorgabe von konstruktiven Parametern zurückgekehrt. Die Begrenzung der Bohrung bei gleichzeitig weiterhin freigestelltem Kolbenhub war dabei bewusst gewählt worden, um den Herstellern konstruktive Freiheit bei der Entscheidung zwischen langsam laufenden Langhubern mit großem Hubraum und Kurzhubern von geringem Volumen aber hoher Drehzahl zu belassen. Limitierender Faktor war dabei der Umstand, dass bei dem mit dritter Potenz zunehmenden Zylindervolumen die für die Ableitung der Verbrennungswärme zur Verfügung stehende Oberfläche nur quadratisch wächst, so dass unter dem damaligen Stand der Technik ab einem bestimmten Verhältnis aus Hubraum und Drehzahl die Kolben zu glühen anfingen, wodurch sich wiederum das Gemisch vorzeitig entzündete.
Nachdem die meisten Hersteller verschiedene Varianten von bis zu 15 Litern Hubraum erprobt hatten, pendelte sich die Motorengröße schließlich allgemein bei 12 bis 13 Litern ein, was – ganz im Sinn der Urheber des Reglements – in den meisten Fällen gegenüber den jeweiligen Vorjahresmodellen eine erhebliche Reduktion bedeutete. Die Konstrukteure konnten nun nicht mehr immer höhere Motorleistungen einfach nur über eine Vergrößerung des Hubraums erzielen, sondern waren stattdessen gezwungen, die Motorentechnik weiter voranzutreiben. So war die Verwendung von Motoren mit hängenden Ventilen nun praktisch State-of-the-Art und die Wagen von Fiat, Darracq, Lorraine-Dietrich, Mors, sowie Grand-Prix-Neuling Benz waren damit ausgerüstet. Die meisten Hersteller hatten sich dabei der sogenannten Désaxé-Bauweise zugewendet, bei der die Kurbelwelle gegenüber den Zylindern etwas außermittig angeordnet wurde, um auf diese Weise die innere Reibung zu reduzieren. Clément-Bayard und Weigel brachten außerdem bereits Rennmotoren mit obenliegenden Nockwenwellen an den Start und schließlich sorgten noch Austin und Porthos mit Sechszylindern für weitere Vielfalt im Teilnehmerfeld.
Ausgerechnet Mercedes, Inbegriff des Grand-Prix-Sports in Deutschland, hielt dagegen weiterhin am seitengesteuerten Motor fest. Nach der Trennung von Konstrukteur Wilhelm Maybach fehlte für die Entwicklung eines neuen Motorkonzepts das erforderliche Know-how. Stattdessen machte man aus der Not eine Tugend und unterzog die vorhandenen Modelle einer kompletten Überarbeitung, bei der Feintuning, Gewichtseinsparung und die Optimierung der Gewichtsverteilung passend zur Charakteristik der Streckenführung im Vordergrund standen. Dazu gehörten auch ein neuer Typ abnehmbarer Felgen, die jetzt nur noch mit einer einzigen Schraube fixiert werden mussten.
Zur allgemeinen Überraschung erwiesen sich die Mercedes-Wagen im Rennen damit viel schneller als erwartet. Otto Salzer fuhr gleich in der ersten Runde einen neuen Streckenrekord, ganze zwei Minuten schneller als die beste Zeit eines Mercedes-Fahrers im Vorjahr, und setzte die Konkurrenten damit von Beginn an unter Druck. Jedoch hatte er damit Maschine und Reifen überfordert, so dass er schon in der zweiten Runde viel Zeit verlor und schließlich ganz aufgeben musste. Nun lag Nazzaro auf Fiat in Führung, aber dahinter folgte mit Christian Lautenschlager schon wieder ein weiterer Mercedes-Fahrer. Wie viele seiner Rennfahrer-Kollegen hatte Lautenschlager seine Laufbahn als Mechaniker begonnen und hatte auf Empfehlung von Salzer nun einen der drei Wagen des Teams zur Verfügung gestellt bekommen. Auf ihm ruhte nun schon bei seinem ersten großen Rennen die gesamte Hoffnung des Teams. Auch Nazzaro musste kurz darauf mit Defekt aufgeben und nachdem Lautenschlager zum Reifenwechsel gestoppt hatte, übernahm nun Nazzaros Markengefährte Louis Wagner die Spitze. Wiederum lag ein deutsches Fabrikat auf Rang zwei, nun jedoch ein Benz mit Victor Hémery am Steuer, und Lautenschlager war nun an dritter Position. Die französischen Wagen waren zu diesem Zeitpunkt bereits etwas abgeschlagen, als bester Teilnehmer lag Léon Théry, der 1904 den Deutschen den Gordon-Bennett-Cup entrissen hatte, auf Platz sechs. Kurz darauf verabschiedete sich mit Wagner auch der letzte Fiat mit gebrochener Kurbelwelle aus dem Rennen – offenbar ein Materialfehler – und als Hémery nach der fünften Runde nun seinerseits einen Halt am Depot einlegte, übernahm wiederum Lautenschlager die Führung. Wenig später ereignete sich ein tragischer Zwischenfall, als am Panhard von Henri Cissac ein Reifen platzte und der Wagen gegen einen Baum geschleudert wurde. Cissac und sein Mechaniker verstarben noch am Unfallort, die ersten Toten während eines Grand-Prix-Rennens. Im Rest des Rennens gab es nicht mehr viele Veränderungen, Lautenschlager baute seine Führung kontinuierlich aus und konnte sich am Ende sogar noch einen Sicherheits-Stopp zum Nachtanken erlauben. Seine Siegeszeit betrug am Ende 6:55:44 Stunden, ein Schnitt von 111,107 km/h, somit etwas langsamer als Nazzaro im Vorjahr. Hinter ihm kamen mit Hémery und René Hanriot mit 8:41 bzw. 9:30 Minuten Rückstand gleich zwei Benz-Fahrer beim Grand-Prix-Debüt dieser Marke auf den Rängen zwei und drei ins Ziel. Erst auf Platz vier folgte mit Victor Rigal auf Clément-Bayard der erste Franzose, allerdings bereits über eine halbe Stunde zurück. Dahinter machten Willy Pöge auf Mercedes, Carl Jörns auf Opel – der ebenfalls eine große Überraschung war – und schließlich noch Fritz Erle auf Benz auf den Plätzen fünf bis sieben den überwältigenden Erfolg der deutschen Fabrikate komplett.
Die französische Automobilindustrie war dagegen vom Ausgang des Rennens tief erschüttert. Von 23 teilnehmenden Wagen kamen ganze zehn im Ziel und nur einer davon mit weniger als einer Stunde Rückstand. Hatte man im Vorjahr zumindest noch um die Spitze mitkämpfen können, war die erneute Niederlage so eindeutig, dass einige Jahre lang kein Grand Prix mehr ausgetragen wurde und viele der traditionsreichen Marken wie Panhard, Mors, Brasier, Renault, oder Clément-Bayard sich endgültig von der Grand-Prix-Bühne verabschiedeten.

## Ergebnisse

### Meldeliste
| Team                                                | Nr. | Fahrer                     | Info  | Chassis                     | Motor                       | Reifen |
| --------------------------------------------------- | --- | -------------------------- | ----- | --------------------------- | --------------------------- | ------ |
| Austin Motor Co.                                    | 01  | Dario Resta                |       | Austin                      | Austin 9.6L I6              |        |
| Austin Motor Co.                                    | 18  | John Moore-Brabazon        |       | Austin                      | Austin 9.6L I6              |        |
| Austin Motor Co.                                    | 34  | Warwick Wright             |       | Austin                      | Austin 9.6L I6              |        |
| Daimler-Motoren-Gesellschaft                        | 02  | Willy Pöge                 |       | Mercedes 140 PS             | Mercedes 13.6L I4           | M      |
| Daimler-Motoren-Gesellschaft                        | 19  | Otto Salzer                |       | Mercedes 140 PS             | Mercedes 13.6L I4           | M      |
| Daimler-Motoren-Gesellschaft                        | 19  | Wilhelm Lorenz             | RES   | Mercedes 140 PS             | Mercedes 13.6L I4           | M      |
| Daimler-Motoren-Gesellschaft                        | 35  | Christian Lautenschlager   |       | Mercedes 130 PS             | Mercedes 12.9L I4           |        |
| Daimler-Motoren-Gesellschaft                        | 19  | „Alexander Burton“         | RES   | Mercedes 130 PS             | Mercedes 12.9L I4           |        |
| Automobiles Motobloc                                | 03  | Louis Pierron              |       | Motobloc Type P             | Motobloc 12.9L I4           |        |
| Automobiles Motobloc                                | 20  | Pierre Garcet              |       | Motobloc Type P             | Motobloc 12.9L I4           |        |
| Automobiles Motobloc                                | 36  | Jean-Pierre Courtade       |       | Motobloc Type P             | Motobloc 12.9L I4           |        |
| Renault Frères                                      | 04  | Ferenc Szisz               |       | Renault AQ                  | Renault 12.1L I4            | M      |
| Renault Frères                                      | 15  | Gustave Caillois           |       | Renault AQ                  | Renault 12.1L I4            | M      |
| Renault Frères                                      | 37  | Sergey Dimitriévitch       |       | Renault AQ                  | Renault 12.1L I4            | M      |
| Société Lorraine des anciens Éts. De Dietrich & Cie | 05  | Arthur Duray               |       | Lorraine-Dietrich Type FR 2 | Lorraine-Dietrich 13.6L I4  |        |
| Société Lorraine des anciens Éts. De Dietrich & Cie | 22  | Henri Rougier              |       | Lorraine-Dietrich Type FR 2 | Lorraine-Dietrich 13.6L I4  |        |
| Société Lorraine des anciens Éts. De Dietrich & Cie | 38  | Ferdinando Minoia          |       | Lorraine-Dietrich Type FR 2 | Lorraine-Dietrich 13.6L I4  |        |
| Benz & Cie.                                         | 06  | Victor Hémery              |       | Benz 120 PS                 | Benz 12.1L I4               | M      |
| Benz & Cie.                                         | 23  | René Hanriot               |       | Benz 120 PS                 | Benz 12.1L I4               | M      |
| Benz & Cie.                                         | 39  | Fritz Erle                 |       | Benz 150 PS                 | Benz 15.1L I4               | M      |
| Fiat SpA                                            | 07  | Vincenzo Lancia            |       | Fiat SB4                    | Fiat 12.1L bzw. 13.2L I4    |        |
| Fiat SpA                                            | 24  | Felice Nazzaro             |       | Fiat SB4                    | Fiat 12.1L bzw. 13.2L I4    |        |
| Fiat SpA                                            | 40  | Louis Wagner               |       | Fiat SB4                    | Fiat 12.1L bzw. 13.2L I4    |        |
| Automobiles Brasier                                 | 08  | Léon Théry                 |       | Brasier                     | Brasier 12.1L I4            |        |
| Automobiles Brasier                                 | 25  | Paul Baras                 |       | Brasier                     | Brasier 12.1L I4            |        |
| Automobiles Brasier                                 | 41  | Paul Bablot                |       | Brasier                     | Brasier 12.1L I4            |        |
| Société General des Automobiles Porthos             | 09  | Emile Stricker             |       | Porthos                     | Porthos 8.6L I6             |        |
| Société General des Automobiles Porthos             | 26  | Jean Gaubert               |       | Porthos                     | Porthos 8.6L I6             |        |
| Société General des Automobiles Porthos             | 42  | Jules Simon                |       | Porthos                     | Porthos 8.6L I6             |        |
| Friedrich Opel                                      | 10  | Friedrich Opel             |       | Opel                        | Opel 12.1L I4               |        |
| Friedrich Opel                                      | 27  | Carl Jörns                 |       | Opel                        | Opel 12.1L I4               |        |
| Friedrich Opel                                      | 43  | Christian Michel           |       | Opel                        | Opel 12.1L I4               |        |
| Établissements Clément-Bayard                       | 11  | Victor Rigal               |       | Clément-Bayard              | Clément-Bayard 14.0L I4     |        |
| Établissements Clément-Bayard                       | 28  | Fernand Gabriel            |       | Clément-Bayard              | Clément-Bayard 14.0L I4     |        |
| Établissements Clément-Bayard                       | 44  | Lucien Hautvast            |       | Clément-Bayard              | Clément-Bayard 14.0L I4     |        |
| Fabbrica Automobili Itala                           | 12  | Alessandro Cagno           |       | Itala 120HP                 | Itala 12.1L I4              |        |
| Fabbrica Automobili Itala                           | 29  | Henri Fournier             |       | Itala 120HP                 | Itala 12.1L I4              |        |
| Fabbrica Automobili Itala                           | 45  | Giovanni Piacenza          |       | Itala 120HP                 | Itala 12.1L I4              |        |
| Weigel Motors                                       | 13  | Pryce Harrison             |       | Weigel                      | Weigel 12.9L I4             |        |
| Weigel Motors                                       | 30  | Gregor Laxen               |       | Weigel                      | Weigel 12.9L I4             |        |
| Weigel Motors                                       | 46  | Roger Shannon              |       | Weigel                      | Weigel 12.9L I4             |        |
| Automobiles Mors                                    | 14  | Camille Jenatzy            |       | Mors                        | Mors 12.9L I4               |        |
| Automobiles Mors                                    | 31  | Emilé Landon               |       | Mors                        | Mors 12.9L I4               |        |
| Automobiles Mors                                    | 47  | Jules Robin a              | DNS b | Mors                        | Mors 12.9L I4               |        |
| E. R. Thomas Motor Car Company                      | 15  | Lewis Strang               |       | Thomas                      | Thomas 11.3L I4             |        |
| Automobiles Panhard et Levassor                     | 16  | George Heath               |       | Panhard & Levassor          | Panhard & Levassor 12.9L I4 |        |
| Automobiles Panhard et Levassor                     | 32  | Henri Farman               |       | Panhard & Levassor          | Panhard & Levassor 12.9L I4 |        |
| Automobiles Panhard et Levassor                     | 48  | Henri Cissac               |       | Panhard & Levassor          | Panhard & Levassor 12.9L I4 |        |
| Ateliers Germain                                    | 17  | Henri Degrais              |       | Germain                     | Germain 12.9L I4            |        |
| Ateliers Germain                                    | 33  | François Marie Roch-Brault |       | Germain                     | Germain 12.9L I4            |        |
| Ateliers Germain                                    | 49  | Claude Perpère             |       | Germain                     | Germain 12.9L I4            |        |
| Napier & Son                                        |     | Selwyn Edge                | ERF c | Napier                      |                             |        |

### Startreihenfolge
Die Teilnehmer wurden in der Reihenfolge der teamweise zugeordneten Startnummern einzeln in festen Zeitabständen ins Rennen geschickt. 

### Rennergebnis
| Pos. | Fahrer                     | Konstrukteur       | Runden | Stopps | Zeit          | Start | Schnellste Runde | Ausfallgrund     |
| ---- | -------------------------- | ------------------ | ------ | ------ | ------------- | ----- | ---------------- | ---------------- |
| 01   | Christian Lautenschlager   | Mercedes           | 10     | 2      | 6:55:43,8 h   |       |                  |                  |
| 02   | Victor Hémery              | Benz               | 10     | 1      | + 8:40,2 min  |       |                  |                  |
| 03   | René Hanriot               | Benz               | 10     | 1      | + 9:29,2 min  |       |                  |                  |
| 04   | Victor Rigal               | Clément-Bayard     | 10     | 1      | + 34:52,8 min |       |                  |                  |
| 05   | Willy Pöge                 | Mercedes           | 10     | 1      | + 36:47,2 min |       |                  |                  |
| 06   | Carl Jörns                 | Opel               | 10     | 1      | + 43.56,2 min |       |                  |                  |
| 07   | Fritz Erle                 | Benz               | 10     | 1      | + 56:48,0 min |       |                  |                  |
| 08   | Sergey Dimitriévitch       | Renault            | 10     | 1      | + 1:07:39,0 h |       |                  |                  |
| 09   | George Heath               | Panhard & Levassor | 10     | 1      | + 1:09:03,0 h |       |                  |                  |
| 10   | Claude Perpère             | Germain            | 10     | 1      | + 1:12:34,4 h |       |                  |                  |
| 11   | Alessandro Cagno           | Itala              | 10     | 1      | + 1:21:23,0 h |       |                  |                  |
| 12   | Fernand Gabriel            | Clément-Bayard     | 10     | 1      | + 1:25:11,2 h |       |                  |                  |
| 13   | Jean-Pierre Courtade       | Motobloc           | 10     | 1      | + 1:26:10,0 h |       |                  |                  |
| 14   | Pierre Garcet              | Motobloc           | 10     | 1      | + 1:33:23,0 h |       |                  |                  |
| 15   | Gustave Caillois           | Renault            | 10     | 1      | + 1:33:23,4 h |       |                  |                  |
| 16   | Camille Jenatzy            | Mors               | 10     | 1      | + 1:38:11,8 h |       |                  |                  |
| 17   | Emilé Landon               | Mors               | 10     | 1      | + 1:52:47,4 h |       |                  |                  |
| 18   | John Moore-Brabazon        | Austin             | 10     | 1      | + 1:56:17,0 h |       |                  |                  |
| 19   | Dario Resta                | Austin             | 10     | 1      | + 2:00:17,4 h |       |                  |                  |
| 20   | Henri Fournier             | Itala              | 10     | 1      | + 2:00:47,4 h |       |                  |                  |
| 21   | Friedrich Opel             | Opel               | 10     | 1      | + 2:21:38,6 h |       |                  |                  |
| 22   | François Degrais           | Germain            | 10     | 1      | + 2:27:01,0 h |       |                  |                  |
| 23   | Henri Farman               | Panhard & Levassor | 10     | 1      | + 2:38:07,0 h |       |                  |                  |
| —    | Léon Théry                 | Brasier            | 9      |        | DNF           |       |                  | Rad verloren     |
| —    | Paul Bablot                | Brasier            | 9      |        | DNF           |       |                  | Magnetzünder     |
| —    | Emile Stricker             | Porthos            | 9      |        | DNF           |       |                  |                  |
| —    | Georges Michel             | Opel               | 9      |        | DNF           |       |                  | Kühlerschaden    |
| —    | Henri Cissac               | Panhard & Levassor | 8      |        | DNF           |       |                  | tödlicher Unfall |
| —    | Pryce Harrison             | Weigel             | 5      |        | DNF           |       |                  | Unfall           |
| —    | Lucien Hautvast            | Clément-Bayard     | 5      |        | DNF           |       |                  | Rad verloren     |
| —    | Warwick Wright             | Austin             | 4      |        | DNF           |       |                  | Mortorschaden    |
| —    | François Marie Roch-Brault | Germain            | 4      |        | DNF           |       |                  |                  |
| —    | Lewis Strang               | Thomas             | 4      |        | DNF           |       |                  | Kupplungsschaden |
| —    | Louis Wagner               | Fiat               | 3      |        | DNF           |       |                  | Kurbelwelle      |
| —    | Felice Nazzaro             | Fiat               | 3      |        | DNF           |       |                  | Motorschaden     |
| —    | Louis Pierron              | Motobloc           | 3      |        | DNF           |       |                  | Unfall           |
| —    | Gregor Laxen               | Weigel             | 3      |        | DNF           |       |                  | Unfall           |
| —    | Paul Baras                 | Brasier            | 3      |        | DNF           |       |                  | Motorschaden     |
| —    | Ferdinando Minoia          | Lorraine-Dietrich  | 3      |        | DNF           |       |                  | Magnetzünder     |
| —    | Arthur Duray               | Lorraine-Dietrich  | 2      |        | DNF           |       |                  | Kupplungsschaden |
| —    | Ferenc Szisz               | Renault            | 2      |        | DNF           |       |                  | Rad verloren     |
| —    | Otto Salzer                | Mercedes           | 2      |        | DNF           |       | 36:31,0 min      | Reifenschaden    |
| —    | Jules Simon                | Porthos            | 2      |        | DNF           |       |                  | Wasserpumpe      |
| —    | Vincenzo Lancia            | Fiat               | 1      |        | DNF           |       |                  | Motorschaden     |
| —    | Henri Rougier              | Lorraine-Dietrich  | 1      |        | DNF           |       |                  | Magnetzünder     |
| —    | Roger Shannon              | Weigel             | 1      |        | DNF           |       |                  | Lenkungsschaden  |
| —    | Giovanni Piacenza          | Itala              | 1      |        | DNF           |       |                  | Getriebeschaden  |
| —    | Jean Gaubert               | Porthos            | 1      |        | DNF           |       |                  | Wasserpumpe      |